# 12896 Geoffroy
12896 Geoffroy è un asteroide della fascia principale. Scoperto nel 1998, presenta un'orbita caratterizzata da un semiasse maggiore pari a 3,9547170 UA e da un'eccentricità di 0,2913859, inclinata di 6,34530° rispetto all'eclittica.
L'asteroide è dedicato al biologo francese Étienne Geoffroy Saint-Hilaire.